# حظر التجول في جزيرة ابن عمر ديسمبر 2015–فبراير 2016
كان حظر التجول الذي فرض في ديسمبر 2015 حتى فبراير 2016 هو ثاني حظر تجول عسكري تركي في جزيرة ابن عمر منذ بداية الصراع الكردي التركي بعد انتهاء وقف إطلاق النار بين حزب العمال الكردستاني والدولة التركية في عام 2015. تم حظر التجول في نطاق اشتباكات شرناق 2015-16 وبعد حظر التجول في جزيرة ابن عمر في سبتمبر 2015، خلال فترة حظر التجول العنيف في جميع أنحاء كردستان التركية. اشتمل حظر التجول في جزيرة ابن عمر على «تدمير شامل لمناطق سكنية كبيرة نفذه الجيش»، والذي استخدم أسلحة مخدومة بطاقم، بما في ذلك الضربات الجوية. تم حرق أكثر من 150 مدنيًا أحياء أثناء الاحتماء في الأقبية.

## حظر التجول
في 14 ديسمبر 2015، أعلنت الحكومة التركية حظر تجول لمدة أربع وعشرين ساعة لمدينة جزيرة ابن عمر. استخدم الجيش التركي أسلحة ثقيلة لقصف مناطق سكنية كما في أماكن أخرى. وبحسب بي بي سي، فإن إجمالي عدد القتلى «يصل إلى 160».
حوالي 20 يناير، فتح الجيش التركي النار دون سابق إنذار على مجموعة من المدنيين الأكراد العزل يلوحون بالأعلام البيضاء، مما أسفر عن مقتل اثنين وإصابة تسعة أشخاص. أصيب صحفي الفيديو رفيق تكين الذي كان يصور الحادث برصاصة في ساقه واتُهم لاحقًا بالانتماء إلى منظمة إرهابية. ذكرت وسائل إعلام رسمية تركية «تحييد ثلاثة إرهابيين وإصابة تسعة آخرين». أعربت المفوضية السامية للأمم المتحدة لحقوق الإنسان عن مخاوفها وحثت على فتح تحقيق.
خلال العمليات العسكرية في الأسابيع التي سبقت مذبحة 7 فبراير، كانت هناك تقارير عن وجود محاصرين في الأقبية، وبعضهم جرحى، وأن الحكومة منعت سيارات الإسعاف في حالات الطوارئ. نشرت صحيفة جمهوريت تسجيلًا لمحادثة هاتفية مع المواطنين في أحد الأقبية.

## مجزرة بدروم جزيرة ابن عمر
بلغ العنف ذروته في 7 فبراير 2016، عندما قتل أكثر من 150 مدنيًا على يد قوات الأمن التركية، وبحسب ما ورد أحرق العديد منهم أحياء. زعمت المصادر نفسها أن الأدلة تظهر أن هذه مجازر متعمدة وإعدامات متعمدة «لا يمكن تفسيرها إلا نتيجة القتال». كما زُعم أن بعض القتلى المزعومين هم أطفال تتراوح أعمارهم بين 9 و10 سنوات. لم يتسن التعرف على بعض الجثث المحترقة تمامًا.
وفي تسجيل آخر ورد أن قوات الأمن التركية أحرقت حوالي 20 شخصًا أحياء بعد صب البنزين في قبو، وأنهم فعلوا هذا وهم يعزفون موسيقى تستخدمها المنظمة القومية المتطرفة المسماة تنظيم الذئاب الرمادية.
وفقًا لما أوردته رابطة الأطباء الدوليين لمنع الحرب النووية، وبحسب لجمعية حقوق الإنسان، فقد قُتل 178 شخصًا أعزل على يد الجيش التركي وعُثر على جثثهم في ثلاثة أقبية. ذُكر نفس الشيء من قبل مصادر كردية.
وصفت تركيا هذه الاتهامات بأنها «دعاية إرهابية لا أساس لها» تستخدم «كأدوات تجنيد».
وبحسب الأمم المتحدة، رفضت تركيا السماح لفريق من الأمم المتحدة بإجراء أبحاث في المنطقة.
تقول الأمم المتحدة إن لديها تقارير تفيد بأن أكثر من 100 شخص قد لقوا حتفهم حرقًا أثناء لجوئهم في الأقبية في الجزيرة.
لم يكن هناك تحقيق في مسرح الجريمة ولم يُسمح لأي سلطة قضائية بدخول الطوابق السفلية. وبدلًا من ذلك، رتبت السلطات التركية تسوية الأنقاض بالأرض، وامتلأت الأقبية بالركام، وتم نقل الجثث بعيدًا. لذلك تشتبه هيومن رايتس ووتش في وجود تستر.

## في وسائل الإعلام
تركيا: لا توجد تغطية متوازنة من قبل وسائل الإعلام التركية بسبب الرقابة في تركيا والتعتيم الإعلامي. يواجه الصحفيون الناقدون في تركيا، على وجه الخصوص فيما يتعلق بالصراع الكردي التركي، خطر الملاحقة القضائية والسجن بتهمة «الدعاية الإرهابية» مما يمنع جزءً كبير من البلاد من معرفة ما يجري في المنطقة الكردية. يتعذر الوصول لمقالات صحيفة زمان عن مذبحة قبو جزيرة ابن عمر أصبح بعد استيلاء الحكومة في مارس 2016.
 ألمانيا: ذكرت تيليبوليس هذا الموضوع في عدة مقالات تحتوي على روابط لمزيد من المعلومات، وكانت هناك أيضًا بعض التقارير عن دويتشه فيله (انظر المراجع).
 المملكة المتحدة: بدأت الغارديان الإبلاغ في أبريل 2016 عن بعض الحوادث أثناء حظر التجول. في نهاية مايو كان هناك تقرير بي بي سي نيوز عن مذبحة بدروم جزيرة ابن عمر.

## ردود الأفعال
روسيا: في مارس 2016، خاطبت وزارة الخارجية الروسية مكتب المفوضية السامية للأمم المتحدة لحقوق الإنسان التابع للأمم المتحدة، مطالبةً بالتحقيق.[بحاجة لمصدر]
 الأمم المتحدة: في 10 مايو 2016، أعرب مفوض الأمم المتحدة السامي لحقوق الإنسان عن قلقه بشأن العنف ضد المدنيين من قبل القوات الحكومية التركية في جنوب شرق تركيا ذي الأغلبية الكردية، ولا سيما في جزيرة ابن عمر، وأعرب كذلك عن قلقه إزاء رفض الحكومة التركية السماح لفريق من الأمم المتحدة بإجراء البحوث في المنطقة.

## روابط خارجية
- فيلم وثائقي لحزب الشعوب الديمقراطي عن جرائم الحرب التركية في جزيرة ابن عمر
- وثائقي عن جرائم الحرب التركية خلال حصار بلدة جزيرة ابن عمر الكردية التي راح ضحيتها مئات المدنيين (بالإنكليزية)
- جزيرة ابن عمر: قوات الأمن التركية تفتح النار على المدنيين الأكراد دون سابق إنذار
- تركيا: تُظهر اللقطات الطابق السفلي حيث قُتل 150 شخصًا احترقوا أحياء في جزيرة جزيرة ابن عمر
- وفيات جزيرة ابن عمر تترك أسئلة بلا إجابة